# Giordano d'Agliano
Giordano d'Agliano (né à Agliano Terme, mort à Aix-en-Provence en 1266) est un condottiere italien, appartenant à la maison piémontaise des Lancia. Il est cousin germain du roi Manfred de Sicile (fils illégitime de Frédéric II de Souabe et de Bianca Lancia d'Agliano).

## Biographie

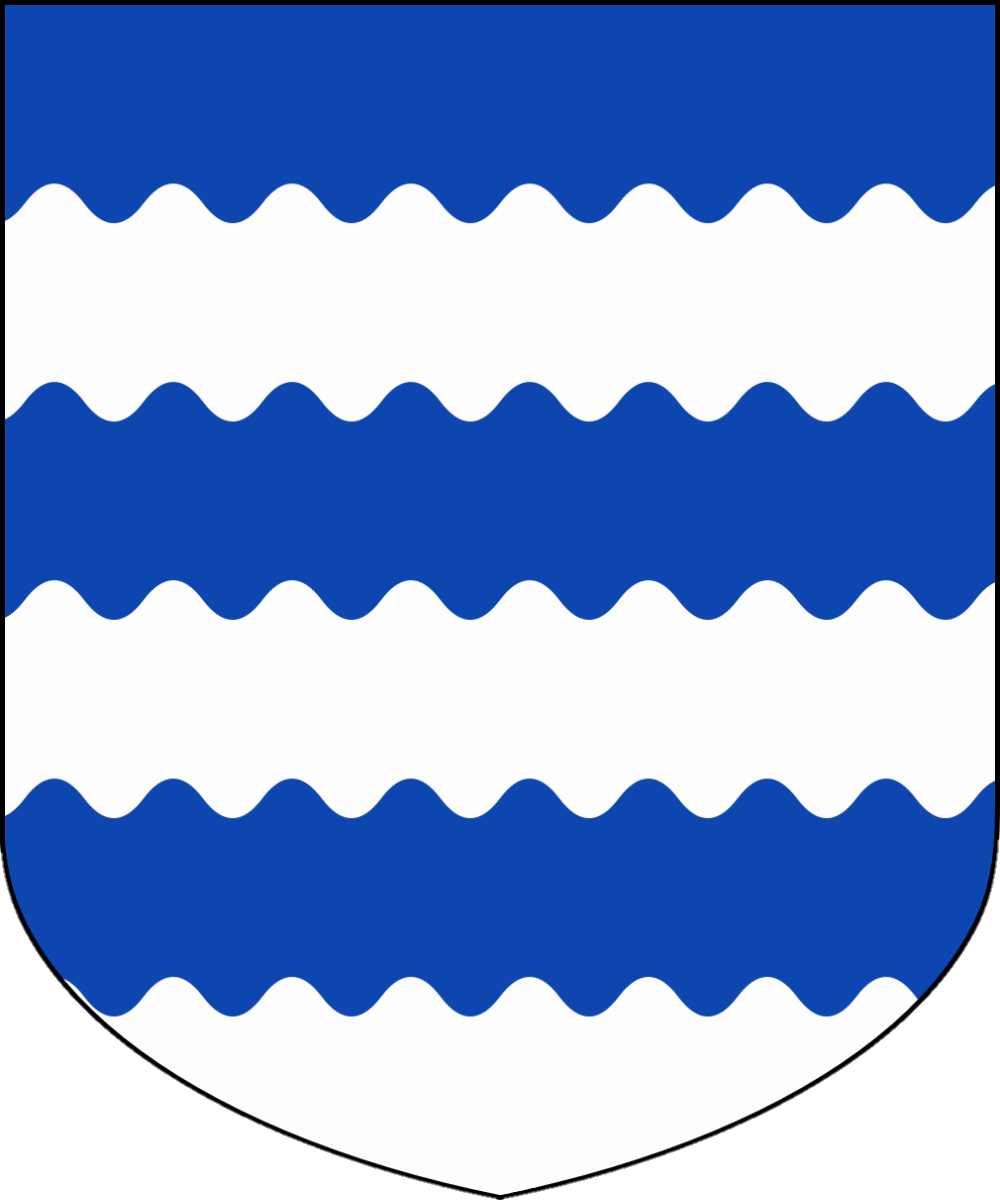
Armoirie de Giordano d'Agliano

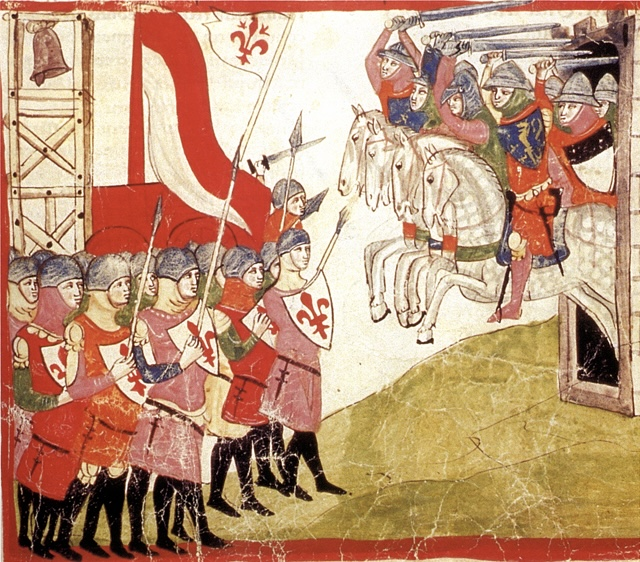
Bataille de Montaperti

Vers 1258, Giordano d'Agliano obtient le comté de San Severino (aujourd'hui Mercato San Severino dans la province de Salerne), que Manfred retire aux feudataires légitimes, les jugeant infidèles.
En décembre 1259, Manfred l'envoie à Sienne en tant que vicaire royal en Toscane, à la tête d'un contingent de chevaliers allemands.
En 1260, il prend de facto le commandement des opérations militaires menées par les Siennois contre Florence et les châteaux rebelles à la commune de Sienne.
Il est le commandant général de l'armée siennoise et gibeline qui, le 4 septembre 1260, défait les Florentins et leurs alliés guelfes à Montaperti.
En 1261, il est élu podestat de Sienne et continue à diriger les opérations militaires des Gibelins dans toute la Toscane. Rappelé en Pouilles par Manfred, il combat contre l'État de l'Église, allant jusqu'à menacer Rome.
Il défend ensuite les accès au royaume de Sicile contre l'invasion des troupes françaises de Charles d'Anjou, mais doit céder le passage.
Aux côtés du roi Manfred lors de la dernière bataille de Bénévent en 1266, il est capturé par les Angevins. Enchaîné, il est contraint de reconnaître en sanglotant le cadavre de Manfred.
Entraîné en captivité à Aix-en-Provence, il termine ses jours dans une sombre prison, apparemment après avoir été aveuglé et mutilé d'une main et d'un pied sur ordre de Charles d'Anjou.